# Triunial

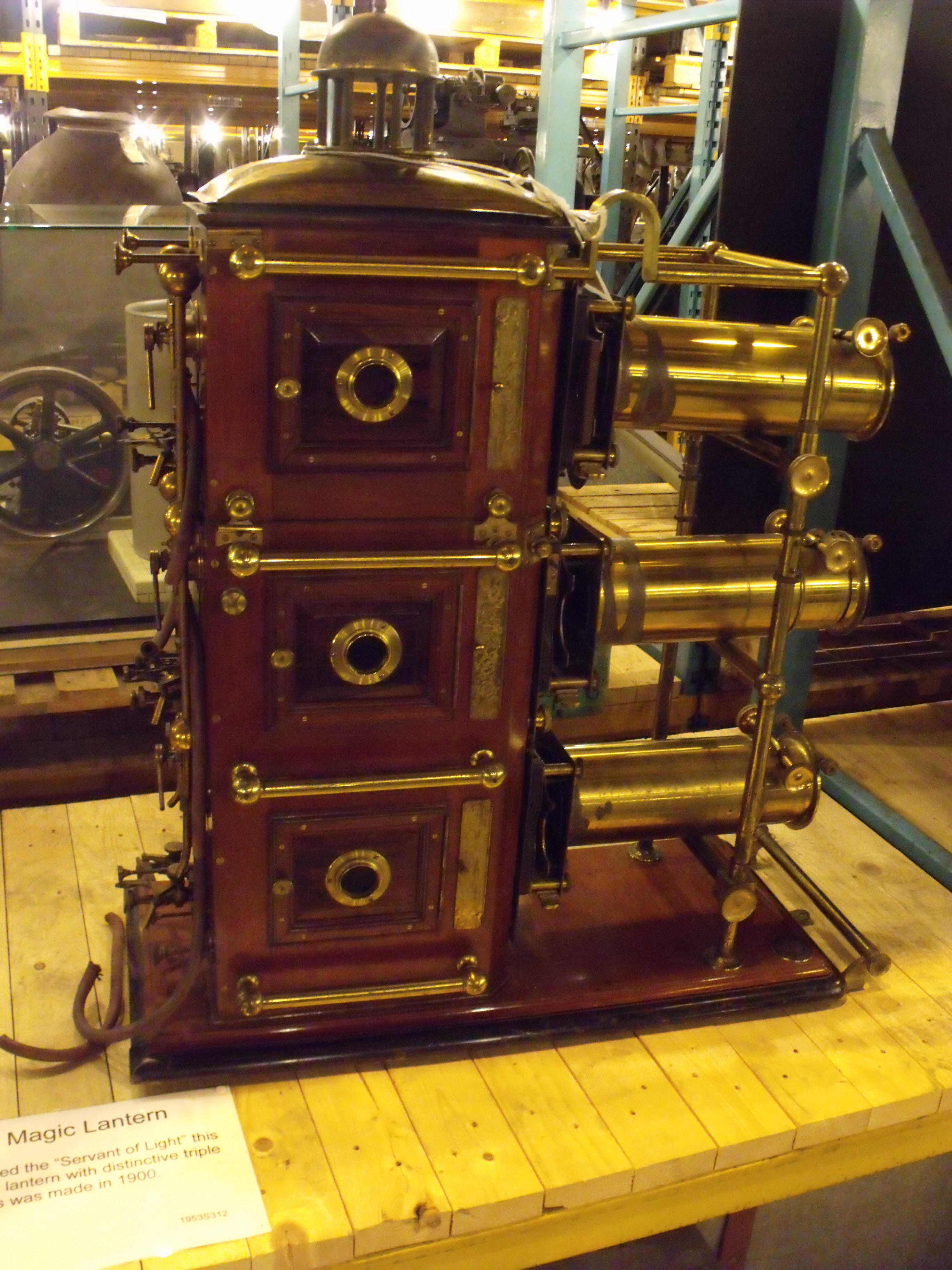
Un Triunial, creat cap a 1890.

El Triunial fou un tipus de llanterna màgica creada a Anglaterra, cap al 1890, com a resultat d'una millora del biunial. Enlloc de tenir dues lents, és a dir, dos sistemes de projecció separats integrats en una mateixa unitat, en tenia una tercera, permetent això realitzar efectes molt més espectaculars en forma de talls, foses o sobreimpressions de diverses imatges.

## Disseny
Els seus principis òptics eren els mateixos que els de qualsevol altre tipus d'aparell de llanterna màgica o projector cinematogràfic: un focus lluminós que, per mitjà d'un condensador il·luminava un objecte transparent, la imatge invertida del qual es projectava a través d'un objectiu a una pantalla.
Tenien uns 84 centímetres d'altura i eren de fusta i bronze. En cos era de caoba i es col·locava sobre una plataforma de fusta pintada. Tenia ferratges de llautó lacat, portes amb panells amb obertures de vidre de colors. Les lents també podien ser de llautó, amb un enfocament de cremallera i pinyó i escletxes per posar-hi les diapositives. Els il·luminadors eren de gas.

## Funcionament
Les imatges eren pintades a mà en plaques de vidre i s'introduïen al projector. Amb el pas d'una imatge a l'altre, es creava una petita imatge en moviment.
Es podien fer una gran varietats d'efectes especials: fosses encadenades (tapant una de les lents mentre es destapava una altra), talls, etc. Per exemple, fer la dissolució d'una vista en una altra en dos de les lents, mentre, a la tercera, es produïa un efecte de neu. Al final a la pantalla es veia un paisatge sense neu, després queia la neu i llavors la imatge es dissolia en la del paisatge nevat.
Un altre efecte molt utilitzat pels projeccionistes era la mostra del mateix paisatge al llarg del temps, amb dibuixos lleugerament diferents segons l'hora o l'estació de l'any que es succeïen lentament.
A diferència del cinema, l'eficàcia de les projeccions amb llanterna màgica, no només el triunial sinó també les altres, depenia molt de l'habilitat del projeccionista que era qui feia canviar les imatges, a part de crear-les, i fer els efectes.Cada lent tenia una font de llum diferent, normalment de calci, i les diapositives s'havien de coordinar correctament per produir l'efecte desitjat. Algunes fins i tot tenien palanques o nanses per facilitar el seu moviment.

## Història
Es creu que la primera persona en parlar en els seus escrits de la llanterna màgica biunial i triunial va ser l'anglès Henry Langdon l'any 1830, i que posteriorment va començar a ser usada en espectacles públics l'any 1839-1840.
Una de les llanternes màgiques triunials més destacades va ser la de J.Ottway i el seu fill, que va ser manufacturada per l'Exèrcit de Salvació a Anglaterra i va ser utilitzada per ells fins a la dècada del 1950. El projector forma part de la Francis Collection d'aparells precinematogràfics, adquirits pels governs australià i de Victòria l'any 1975 i mantingut pel museu Victòria. David Francis va ser el curador de l'Arxiu Nacional de Cinema i So del British Film Institute, a més de ser cofundador del Museu de la Imatge i el Moviment a Londres, que va estar operatiu entre el 1988 i el 1999. Francis va utilitzar aquesta llanterna triunial a algunes de les seves pròpies conferències sobre les llanternes màgiques i el seu ús.
Una altra llanterna màgica de molta importància va ser la del projeccionista Charles Goodwin Norton, molt conegut pels seus grans espectacles. Va ser feta possiblement per W Butcher i el seu fill el 1880 a Anglaterra, i actualment es troba al seu National Media Museum.